# آلکساندر آلبرخت
آلکساندر آلبرِخت (اسلواکی: Alexander Albrecht; ۱۲ اوت ۱۸۸۵ – ۳۰ ژوئیهٔ ۱۹۵۸) آهنگساز و یکی از نمایندگان مهم موسیقی اسلواکی در نیمه اول قرن بیستم بود.